# フィリップ・ファラルドー
フィリップ・ファラルドー（Philippe Falardeau, 1968年2月1日 - ）は、カナダの映画監督、脚本家である。

## 来歴
初の監督映画『La Moitié gauche du frigo』（2000年）はトロント国際映画祭のカナダ第一回長編作品賞を獲得した。
2006年の映画『Congorama』では第27回ジニー賞でオリジナル脚本賞を受賞した。 
2011年の映画『ぼくたちのムッシュ・ラザール』は第84回アカデミー賞外国語映画賞にノミネートされた。

## 主なフィルモグラフィ
- La Moitié gauche du frigo (2000) 監督・脚本
- Congorama (2006) 監督・脚本
- C'est pas moi, je le jure! (2008) 監督・脚本
- ぼくたちのムッシュ・ラザール Monsieur Lazhar (2011) 監督・脚本
- Au nom du fils (2012) 脚本
- グッド・ライ 〜いちばん優しい嘘〜 The Good Lie (2014) 監督
- Guibord s'en va-t-en guerre (2015) 監督・脚本
- チャンプ Chuck または The Bleeder (2016) 監督 ※WOWOW放映時のタイトルは『チャック 〜“ロッキー”になった男〜』
- マイ・ニューヨーク・ダイアリー My Salinger Year (2020) 監督・脚本・製作総指揮